# Chagor
Chagor (hebrejsky חָגוֹר, v oficiálním přepisu do angličtiny Hagor) je vesnice typu mošav v Izraeli, v Centrálním distriktu, v Oblastní radě Drom ha-Šaron.

## Geografie
Leží v nadmořské výšce 39 metrů v hustě osídlené a zemědělsky intenzivně využívané pobřežní nížině, respektive Šaronské planině, nedaleko od okraje kopcovitých oblastí na úpatí Samařska podél Zelené linie oddělující vlastní Izrael v mezinárodně uznávaných hranicích od okupovaného Západního břehu Jordánu. Severně od obce protéká vádí Nachal Kana.
Obec se nachází 15 kilometrů od břehu Středozemního moře, cca 17 kilometrů severovýchodně od centra Tel Avivu, cca 75 kilometrů jižně od centra Haify a 5 kilometrů severně od Roš ha-Ajin. Chagor obývají Židé, přičemž osídlení v tomto regionu je etnicky smíšené. V pobřežní nížině na západní a jižní straně převládá židovské obyvatelstvo. 2 kilometry severním směrem odtud ale leží i město Džaldžulja, které je součástí takzvaného Trojúhelníku obývaného izraelskými Araby. Další arabská sídla v rámci Trojúhelníku leží jihovýchodně odtud (Kafr Bara a Kafr Kasim). Obec leží necelé 4 kilometry od Zelené linie, za kterou leží další arabská (palestinská) sídla. Za Zelenou linii tu ale proniká i židovské osídlení (město Oranit východně odtud).
Chagor je na dopravní síť napojen pomocí lokálních silnic číslo 444 a 531. Východně od vesnice prochází severojižním směrem dálnice číslo 6.

## Dějiny
Chagor byl založen v roce 1949. Zakladateli mošavu bylo 9 veteránů bojových jednotek Palmach. Původně se nová osada nazývala Gedud 9 ve-Cafon Roš ha-Ajin (גדוד 9 וצפון ראש העין). Současný název je odvozen od citátu z biblické Knihy žalmů 45,4 - „Boky si opásej, bohatýre, mečem, svou velebnou důstojností“
Správní území obce dosahuje 3000 dunamů (3 kilometry čtvereční). Místní ekonomika je již jen z menší části založena na zemědělství (sady, chov drůbeže). Ve vesnici funguje společenské centrum, synagoga, obchod, mateřská škola, zdravotní ordinace a knihovna.

## Demografie
Podle údajů z roku 2014 tvořili naprostou většinu obyvatel v Chagor Židé (včetně statistické kategorie "ostatní", která zahrnuje nearabské obyvatele židovského původu ale bez formální příslušnosti k židovskému náboženství).
Jde o menší obec vesnického typu s dlouhodobě výrazně rostoucí populací. K 31. prosinci 2014 zde žilo 1097 lidí. Během roku 2014 populace stoupla o 0,2 %.
| Rok            | 1961 | 1972 | 1983 | 1995 | 2001 | 2003 | 2004 | 2005 | 2006 | 2007 | 2008 | 2009 | 2010 | 2011 | 2012 | 2013 | 2014 |
| -------------- | ---- | ---- | ---- | ---- | ---- | ---- | ---- | ---- | ---- | ---- | ---- | ---- | ---- | ---- | ---- | ---- | ---- |
| Počet obyvatel | 334  | 303  | 381  | 400  | 554  | 595  | 615  | 645  | 695  | 731  | 795  | 1001 | 1036 | 1057 | 1068 | 1095 | 1097 |